# Regulus calendula
Il regolo americano (Regulus calendula (Linnaeus, 1766)) è un uccello passeriforme della famiglia dei Regulidae.

## Etimologia
Il nome scientifico della specie, calendula, deriva dal latino calere ("riscaldarsi", in riferimento alla cresta erettile rossa) o dal diminutivo latinizzato del termine greco καλανδρος (kalandros, "allodola"): ambedue le interpretazioni si riferiscono all'aspetto di questi uccelli. Il loro nome comune, invece, è un riferimento all'areale di diffusione.

## Descrizione

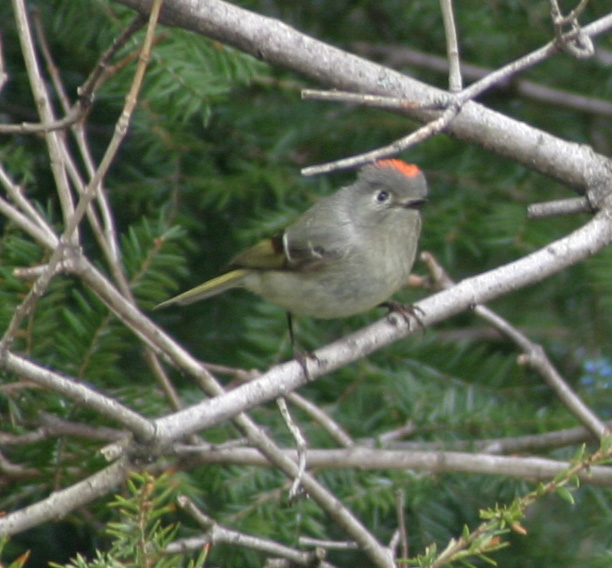
Maschio nel Québec.

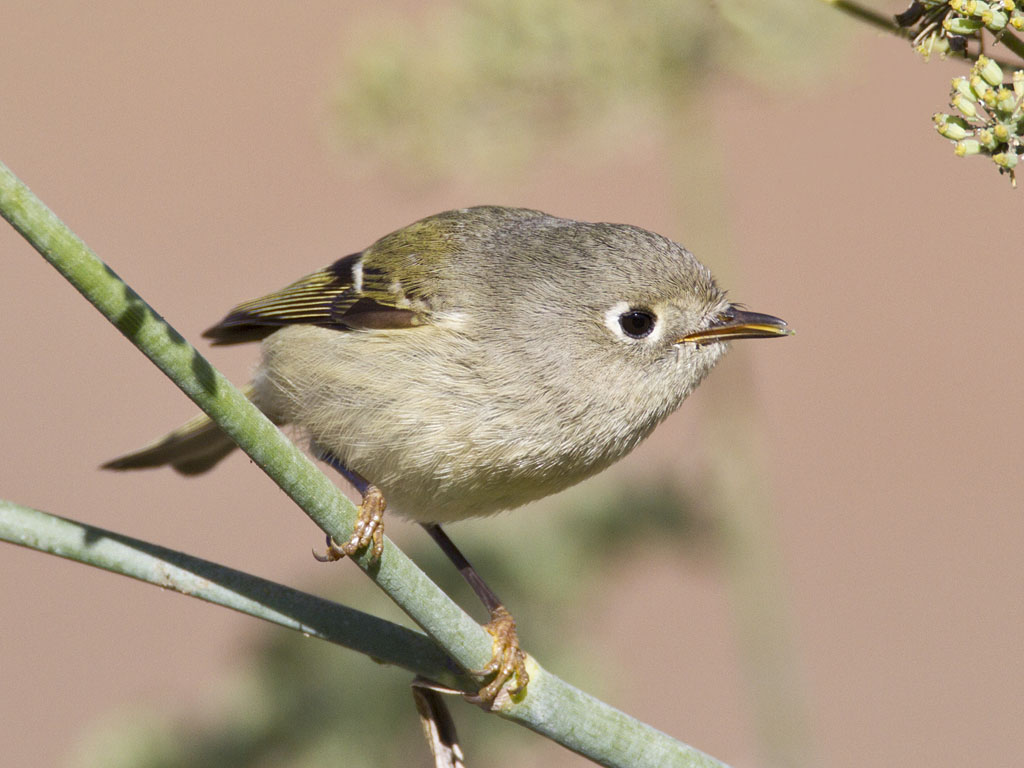
Femmina nella contea di San Luis Obispo.

### Dimensioni
Misura 10–11 cm di lunghezza per 5-8 g di peso e 16–18 cm di apertura alare.

### Aspetto
Si tratta di uccelli dall'aspetto massiccio e paffuto, muniti di grande testa arrotondata e incassata nel torso, becco corto e sottile, zampe robuste e coda dalla punta forcuta. Sono facilmente riconoscibili dagli altri regulidi per la quasi totale assenza di mascherina facciale, nonché per la mancanza di bande nere a delimitare il rosso del vertice, che risulta visibile solo quando l'animale rizza le penne della testa.
Il piumaggio è di colore grigio su testa e parte superiore del dorso, mentre su dorso, ali e codione sfuma nel verde oliva: la gola è più chiara e tendente al grigio-biancastro, mentre petto, ventre e fianchi tendono al color senape. La coda e le remiganti presentano orli del medesimo colore, pur essendo nere, mentre le copritrici sono anch'esse nere, ma con base biancastra. Nei pressi delle narici ed attorno all'occhio il piumaggio tende a schiarirsi, divenendo biancastro: il vertice presenta un triangolo di penne di colore rosso rubino, ben visibile solo quando l'animale è visto dall'alto o di schiena o le rizza.

Il dimorfismo sessuale è ben evidente: nei maschi il piumaggio tende al grigiastro, soprattutto sulla testa, mentre nella femmina il grigio è quasi assente (così come il rosso cefalico) e la livrea è maggiormente tendente al verde oliva.
In ambedue i sessi il becco è di colore nerastro, le zampe sono di colore arancio e gli occhi sono di colore bruno scuro.

## Biologia

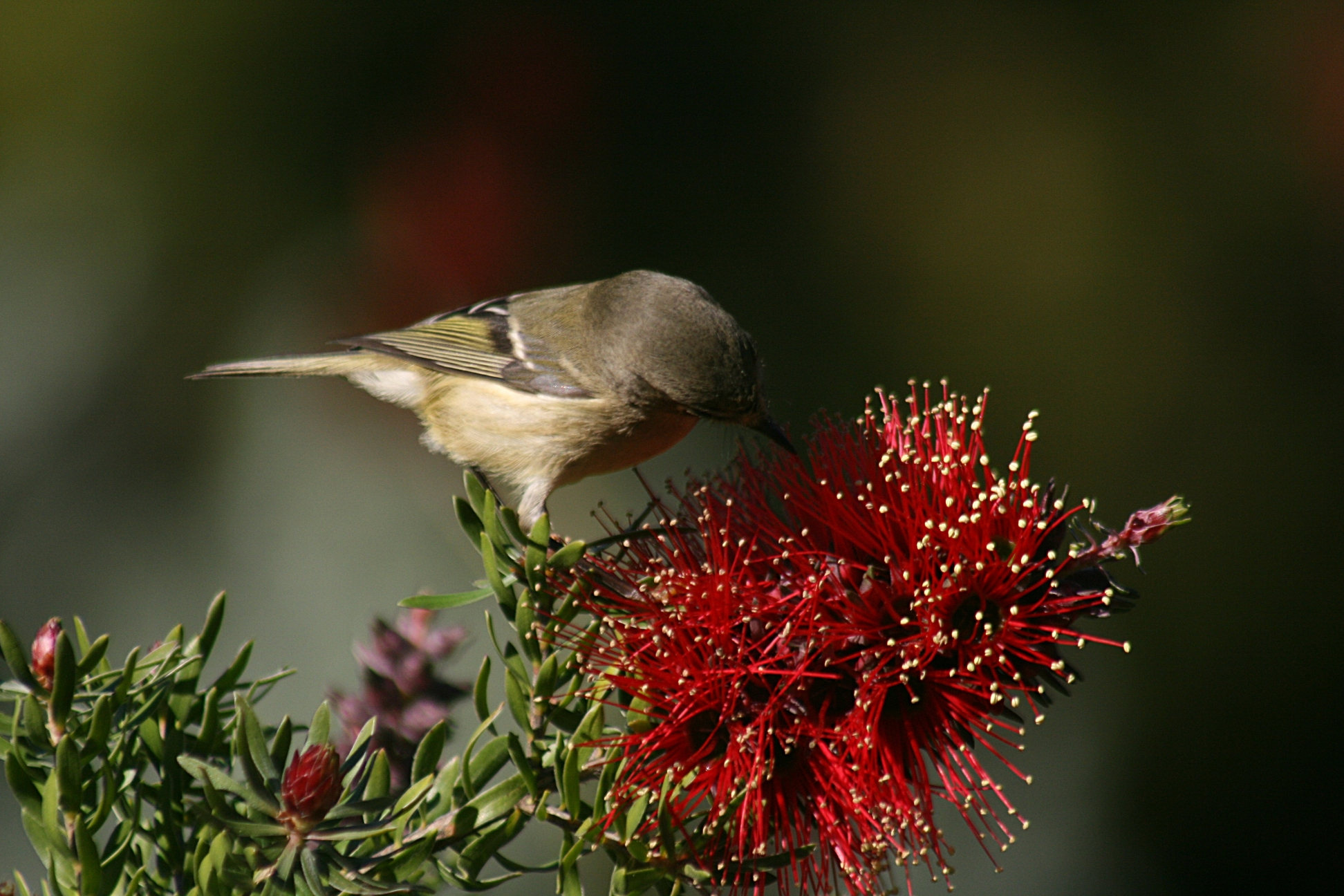
Esemplare cerca il cibo su un fiore al Golden Gate Park.

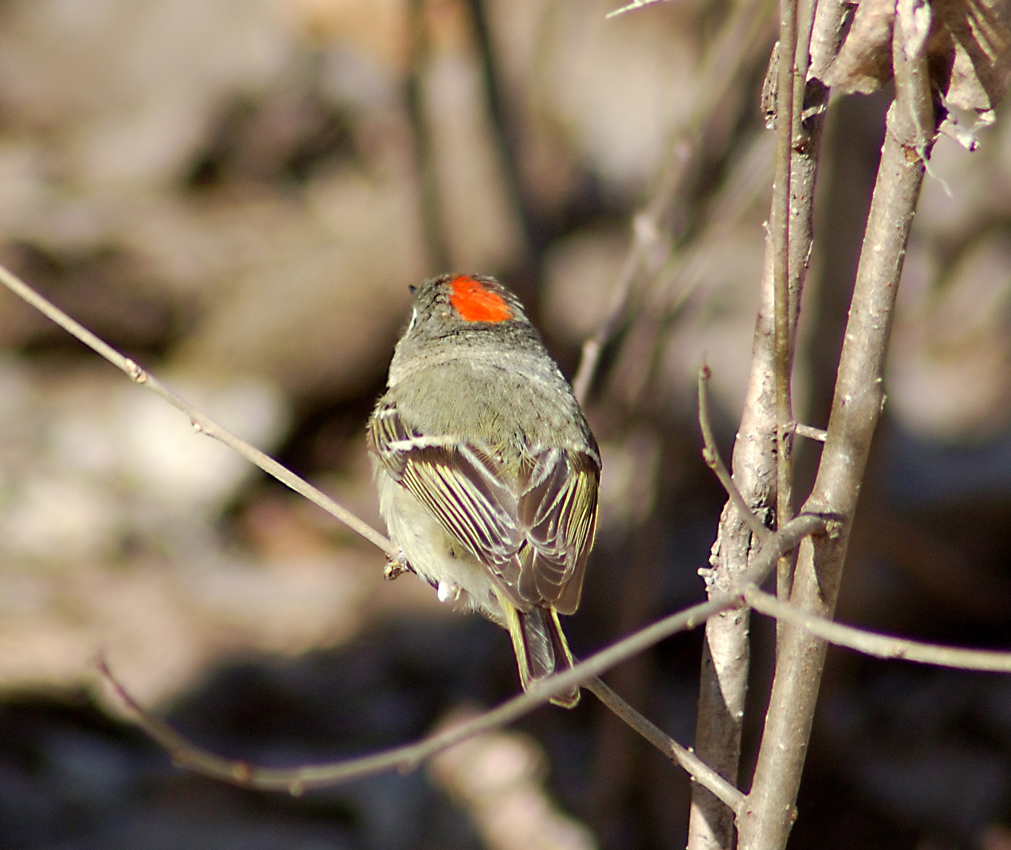
Esemplare di spalle lascia osservare il caratteristico vertice rosso.

I regoli americani sono uccelletti diurni, che vivono in gruppetti, spesso aggregandosi a stormi misti anche di dimensioni consistenti (soprattutto durante i mesi invernali): questi uccelletti sono estremamente vispi e vivaci e passano la maggior parte della giornata alla ricerca di cibo fra i rami degli alberi, dimostrando una grande perizia nell'afferrare le prede al volo.

### Alimentazione
Si tratta di uccelli quasi esclusivamente insettivori, la cui dieta è composta in massima parte da piccoli insetti dall'esoscheletro soffice, larve e ragni, comprendendo però molto sporadicamente anche alimenti di origine vegetale, come bacche e linfa.

### Riproduzione

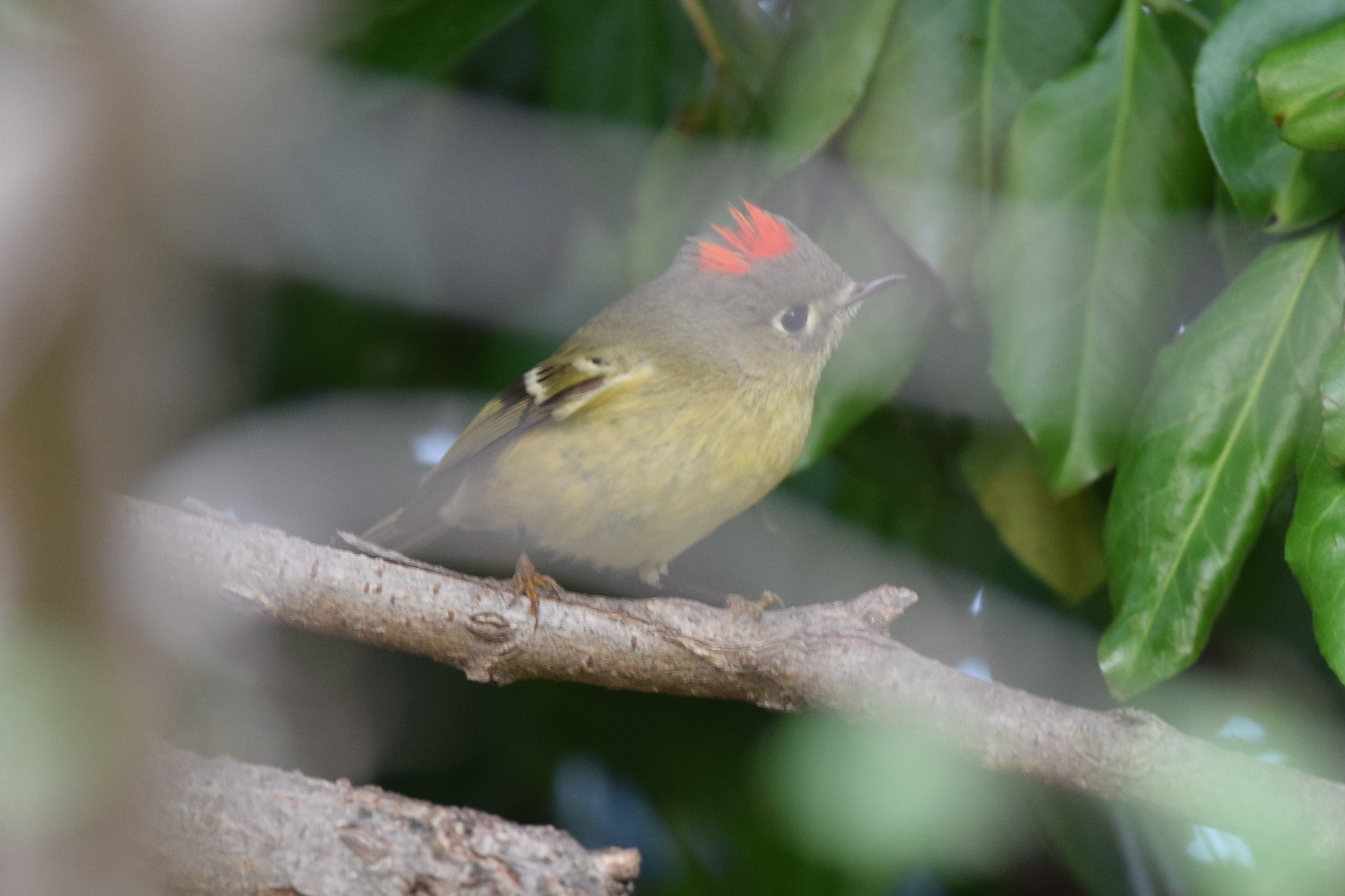
Maschio con cresta eretta a Saint Louis.

La stagione riproduttiva va da maggio alla fine di luglio: durante questo periodo viene generalmente portata avanti una singola covata.
Come i suoi congeneri, anche il regolo americano è rigidamente monogamo: i maschi corteggiano le femmine cantando (il canto in questa specie prevede l'aggiunta di una terza sequenza alle due generalmente proposte, prerogativa dei soli maschi) ed annuendo insistentemente con le penne rosse del vertice ben erette, permettendo all'aspirante partner di valutare se allontanarsi o dichiararsi disponibile all'accoppiamento.
Il nido viene costruito dalla sola femmina: esso ha la forma di una coppa con margini molto alti e viene edificato utilizzando licheni e ragnatela per la parte esterna, mentre l'interno è foderato di piumino e pelame. Al suo interno vengono deposte una decina di uova in più strati, che la femmina provvede a covare da sola per circa due settimane, al termine delle quali schiudono pulli ciechi ed implumi.

La femmina si occupa da sola dei piccoli per le prime tre settimane di vita: trascorse queste, i nidiacei sono ormai pronti per l'involo e sostano nei pressi del nido, dove continuano ad essere accuditi, ma da entrambi i genitori (durante tutto il processo di costruzione del nido e cova il maschio, pur non partecipando attivamente, rimane comunque nei pressi del nido, difendendolo energicamente da eventuali intrusi anche di grossa taglia, come gatti e uomini) ancora per una settimana circa, prima di potersi dire completamente indipendenti ed allontanarsi.

## Distribuzione e habitat

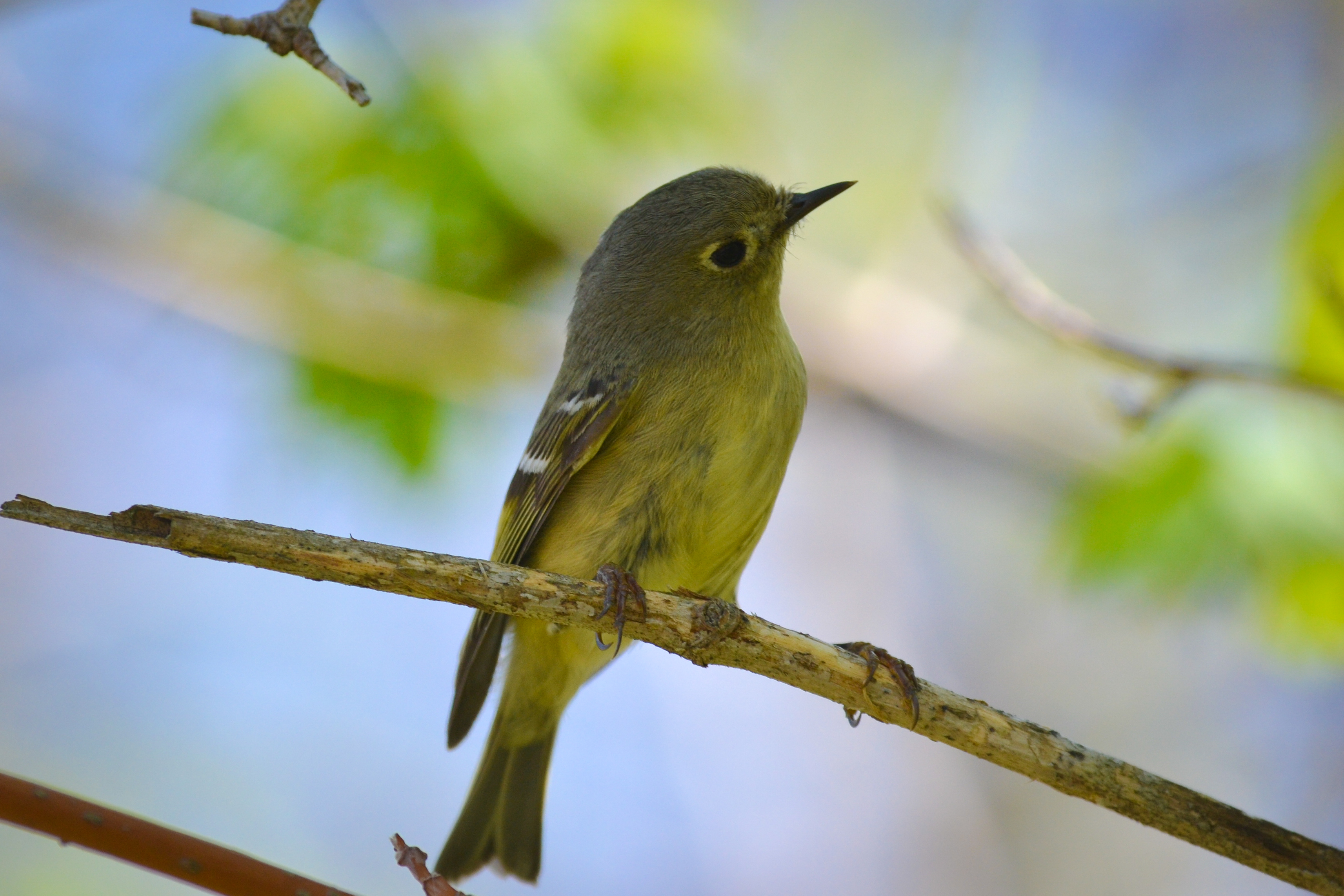
Femmina a Fairfield.

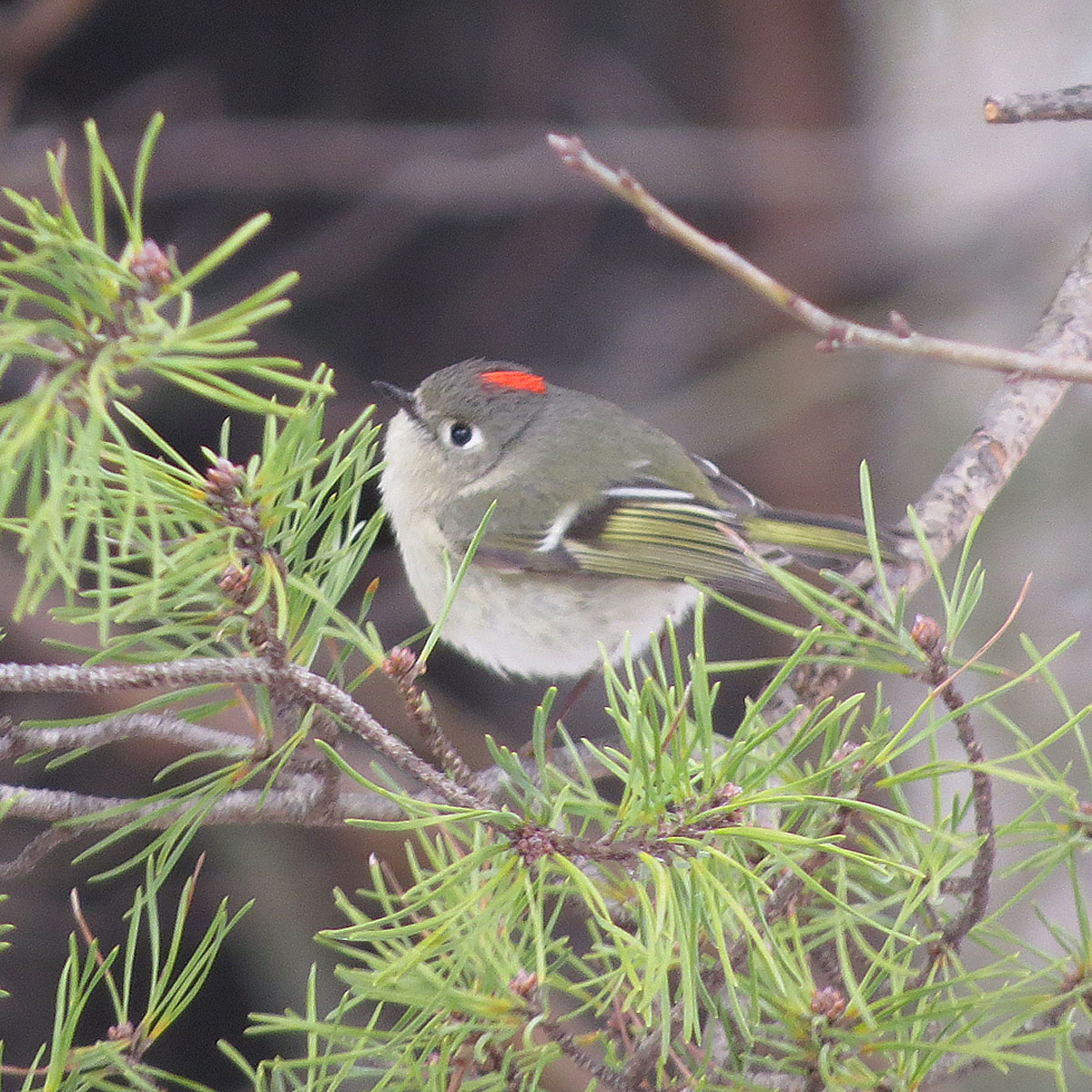
Maschio nella Carolina del Sud.

Come intuibile dal nome comune, il regolo americano è diffuso in Nordamerica, nel quale risulta residente nelle Montagne Rocciose centro-settentrionali (area di confine fra Stati Uniti e Canada) e centro-meridionali (zona del Monte Elbert), mentre durante l'estate questi uccelli si spingono a nord per riprodursi fino in Alaska, Canada, penisola del Labrador (inclusa l'isola di Terranova) e New England, migrando poi verso sud durante i mesi freddi in tutti gli Stati Uniti meridionali e sulla West Coast, oltre che in Messico. Un esemplare in dispersione è stato avvistato addirittura in Irlanda.
L'habitat di questi uccelli è rappresentato dalle pinete e dai boschi di conifere (possibilmente a predominanza di abete di Douglas).

## Tassonomia
Se ne riconoscono tre sottospecie, di cui una estinta:
- Regulus calendula calendula (Linnaeus, 1766) - la sottospecie nominale, diffusa dall'Alaska alla Nova Scotia e a sud fino al sud della California, all'Arizona e al Nuovo Messico centrali;
- Regulus calendula grinnelli Palmer, 1897 - diffusa lungo la costa pacifica dal sud dell'Alaska all'isola di Vancouver;
- Regulus calendula obscurus †  Ridgway, 1876 - endemica dell'isola di Guadalupe.

Alcuni autori riconoscerebbero anche una sottospecie cinereceus della California e una sottospecie arizonensis in Arizona, ambedue generalmente sinonimizzate con la sottospecie nominale.
Il regolo americano risulta geneticamente piuttosto lontano e basale dagli altri regoli, rispetto ai quali presenta inoltre una serie di differenze morfologiche e vocali, tanto da aver spinto alcuni autori ad ipotizzarne lo spostamento in un proprio genere monotipico, Corthylio.